# Anaea leuctra
Anaea leuctra är en fjärilsart som beskrevs av Felder 1862. Anaea leuctra ingår i släktet Anaea och familjen praktfjärilar. Inga underarter finns listade i Catalogue of Life.